# Quentin Bell
Quentin Claudian Stephen Bell (Londres, 19 de agosto de 1910 – Sussex, 16 de diciembre de 1996) fue un historiador del arte y escritor inglés. La novela histórica Los soldados no lloran (2012), del autor neerlandés Rindert Kromhout, está inspirada parcialmente en su vida y en la de su hermano el poeta Julian Bell. 

## Biografía
Sus padres fueron Clive Bell y Vanessa Bell (nacida Vanessa Stephen), hermana de Virginia Woolf (nacida Virginia Stephen). Quentin Bell estudió en Londres y en el Leighton Park School. Aunque cultivó el arte de la alfarería, su principal interés eran las ciencias. La biografía de Bell de su famosa tía, titulada en español Biografía de Virginia Woolf, (Editorial Lumen), obtuvo los premios James Tait Black Memorial, Duff Cooper y libro del año del Yorkshire Post. Quentin Bell escribió, además, diversos libros sobre el círculo de Bloomsbury y la finca Charleston.
Entre 1952 y 1959 fue profesor de Historia del Arte en el departamento de Bellas Artes de la universidad de Durham, y posteriormente catedrático en las universidades de Leeds, Oxford y Hull. Entre 1967 y 1975 fue profesor de historia y teoría del arte en la universidad de Sussex. 
Quentin se casó con (Anne) Olivier Bell (nacida Popham) y tuvo tres hijos: Julian Bell, Cressida Bell y Virginia Nicholson.
Su hermano mayor, el poeta Julian Bell, murió en la guerra civil española en 1937, a la edad de 29 años. La escritora Angelica Garnett fue su hermana materna.
Quentin Bell está enterrado en el camposanto de la iglesia de San Pedro en West Firle, Sussex Oriental.